# Loure
Loure (wym. lur) to francuski  taniec dworski, w metrum 3/4 lub 6/4, pochodzący z XVII w.
Wykonywany w tempie wolnym. Nazwa tańca wywodzi się od nazwy ludowego instrumentu z XVI-wiecznej Francji, podobnego do dud, przy którego akompaniamencie taniec był wykonywany.
W formie stylizowanej taniec występował jako jedna z części w suicie barokowej. Najbardziej znanym jest Loure z V Suity francuskiej J.S. Bacha.
Źródło: Jerzy Habela, Słowniczek muzyczny, PWM, Warszawa 1988